# Révolution haïtienne de 1820
 (janvier 2022).

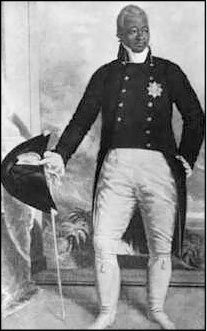
Henri Christophe, roi d'Haïti.

La révolution haïtienne de 1820 est une rébellion qui causa la chute de la monarchie à Haïti et l'unification de l'île du nord au sud sous un régime républicain. 
Cette révolution mit fin au règne du roi Henri Christophe qui décida de se suicider en octobre 1820 pour ne pas tomber entre les mains des insurgés. Après le suicide du roi, c'est son fils le prince héritier Victor-Henry Christophe qui assure sa succession et qui se fait proclamer roi par ses partisans sous le nom d' « Henri II ». Mais le jeune prince est tué par les révolutionnaires 10 jours après la mort de son père. Le président sudiste, Jean Pierre Boyer prend alors le contrôle du nord et devient président à vie d'Haïti, réunissant ainsi le nord et le sud.  

## Avant 1820
En 1811, Henri Christophe, président à vie d'Haïti du nord depuis 1807 est couronné roi par l'archevêque capucin Jean-Baptiste-Joseph Brelle le 2 juin. Malgré ses efforts pour promouvoir l'éducation et codifier les lois (le « Code Henri »), Henri est un monarque peu populaire ; d'ailleurs, son royaume est constamment en conflit avec le sud républicain d'Alexandre Pétion. Une mutinerie éclate en 1812 qu'il mate. Vers la fin de son règne, l'opinion publique tourne décisivement contre lui à cause du « caporalisme agraire » qu'il promeut afin de développer l'économie de l'île. Certains Haïtiens du nord quittent même le royaume de Christophe pour la république de Pétion.

## L'insurrection d'octobre 1820
Le roi Henri est frappé d’une crise d’apoplexie en août 1820 et reste partiellement paralysé ; il pense alors s'éteindre tranquillement dans son palais de Sans-Souci à Milot pour les quelques mois qui lui restent à vivre. Mais les Haïtiens du nord profitent de la faiblesse du roi et de son gouvernement et se révoltent. Attaqué par les insurgés, Henri se suicide sans hésitation le 8 octobre 1820 en se tirant une balle en argent dans le cœur, pendant une messe dans une église qu'il avait fait bâtir. Il est inhumé dans la citadelle La Ferrière.
Après sa mort, son fils Victor-Henry est proclamé roi par ses partisans sous le nom d'« Henri II ». Mais Victor-Henry est pendu par les insurgés le 18 octobre 1820. L'épouse d'Henri, la reine Marie-Louise Coidavid, et ses filles s'exilent en Italie. 
Jean Pierre Boyer, le président « sudiste » et successeur de Pétion, s'impose par les armes et proclame le rattachement du nord à la République d'Haïti le 26 octobre suivant; il devient président à vie de toute l'île avec droit de succession. Boyer sera également renversé par une autre révolution en 1843.